# Waterbury (Connecticut)
Waterbury ist eine Stadt im New Haven County im Bundesstaat Connecticut der Vereinigten Staaten von Amerika. Das U.S. Census Bureau ermittelte bei der Volkszählung 2020 eine Einwohnerzahl von 114.403.
Aufgrund ihrer Vergangenheit als bedeutender Standort der Messingherstellung und -verarbeitung trägt die Stadt den Beinamen Brass City (deutsch: Messingstadt). Diese Vergangenheit klingt auch in ihrem Wahlspruch Quid Aere Perennius (deutsch: „Was ist dauerhafter als Erz?“) an. Waterbury ist eine der östlichsten Städte des niedergegangenen Industriegebiets Rust Belt und hat erhebliche wirtschaftliche und soziale Probleme. Die Zeitschrift Forbes zählte die Stadt 2008 zu den Orten in den USA, die die schlechtesten Bedingungen für Geschäftsleben und Karriere böten.
Überregional ist die Stadt ebenfalls dadurch bekannt, dass vier ihrer Bürgermeister seit 1940 wegen Straftaten im Amt angeklagt wurden. Drei von ihnen wurden zu langjährigen Freiheitsstrafen verurteilt, zuletzt Philip Giordano im Jahr 2003.

## Geographie

### Geografische Lage
Waterbury liegt im hügligen und bewaldeten Norden des New Haven County und wird zum zentralen, westlichen Connecticut gerechnet. Die Stadt befindet sich 53 km südwestlich von Hartford, der Hauptstadt Connecticuts.
Waterbury wurde auf einer felsigen Ebene am Mittellauf des Flusses Naugatuck errichtet. Dieser Bereich des Flusslaufs wird auch als Central Naugatuck Valley bezeichnet. Nach Ost und West ist die Stadt von Erhebungen aus Granit umgeben. Der östliche Teil der Stadt wird vom Mad River durchflossen, der sich dann nach Westen wendet und im Stadtgebiet in den Naugatuck mündet. Die mittlere Höhe der Stadt liegt bei 82 m; ihr tiefster Punkt bei 65 m und ihr höchster bei 294 m über dem Meeresspiegel.

### Ausdehnung des Stadtgebiets
Das Stadtgebiet dehnt sich über 74,9 km2 aus, davon sind 74,0 km2 Land und 0,9 km2 Wasserfläche.

### Klima
Waterbury liegt in der gemäßigten Klimazone und weist ein feuchtes Kontinentalklima auf (Zone Dfa nach Köppen und Geiger). Frühling und Herbst in Waterbury sind durch frische Winde gekennzeichnet. Die Sommer sind warm und feucht; die Winter kalt und trocken. Die mittleren Januartemperaturen liegen bei -5 °C und die mittleren Julitemperaturen bei 22 °C.
Der Juli ist der wärmste Monat und Januar der kälteste. Die höchste gemessene Temperatur war 38 °C (Juli 1995) und die tiefste -30 °C (Januar 1961). Die ergiebigsten Niederschlagsmengen fallen im September.
|                        | Jan   | Feb  | Mär   | Apr   | Mai   | Jun   | Jul   | Aug   | Sep   | Okt   | Nov   | Dez   |   |         |
| Mittl. Temperatur (°C) | −5    | −4   | 2     | 7     | 14    | 18    | 22    | 20    | 16    | 9     | 4     | −2    | ⌀ | 8,5     |
| Mittl. Tagesmax. (°C)  | 1     | 3    | 8     | 14    | 21    | 26    | 28    | 27    | 23    | 17    | 10    | 3     | ⌀ | 15,1    |
| Mittl. Tagesmin. (°C)  | −11   | −10  | −5    | 1     | 6     | 12    | 14    | 13    | 9     | 2     | −2    | −7    | ⌀ | 1,9     |
|                        |       |      |       |       |       |       |       |       |       |       |       |       |   |         |
| Niederschlag (mm)      | 102,4 | 80,5 | 116,1 | 109,0 | 114,3 | 106,7 | 106,7 | 112,8 | 117,6 | 112,8 | 111,5 | 105,9 | Σ | 1.296,3 |

| −11 |

| −10 |

| −5 |

| 1 |

| 6 |

| 12 |

| 14 |

| 13 |

| 9 |

| 2 |

| −2 |

| −7 |

| −11 |

| −10 |

| −5 |

| 1 |

| 6 |

| 12 |

| 14 |

| 13 |

| 9 |

| 2 |

| −2 |

| −7 |

## Geschichte

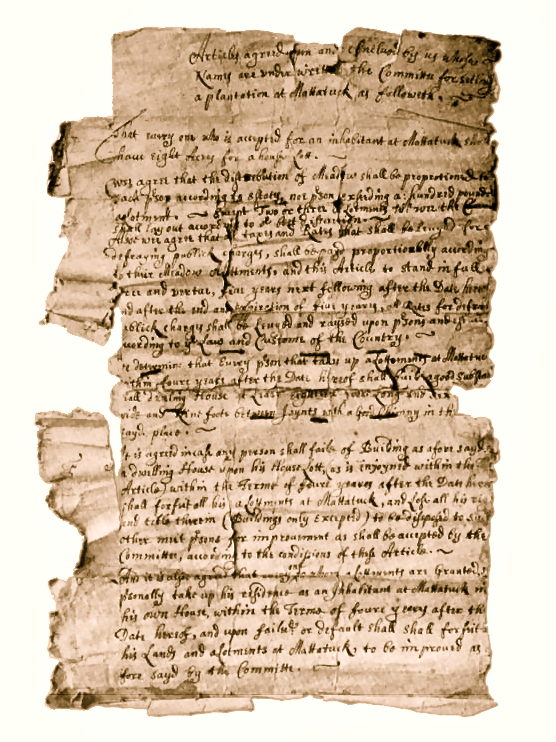
Gründungsstatut von Mattatuck (1674; erste Seite).

### Gründung und erste Jahre
Die Geschichte der Stadt Waterbury beginnt mit der südwestlichen Expansion der 1639 gegründeten Kolonie Connecticut. Damals wurde das heutige Stadtgebiet durch zwei Algonkinsprachige Indianerstämme beansprucht: zum einen durch die westlich von Hartford siedelnden Tunxis und zum anderen durch die Paugussett, die östlich des Housatonic River siedelten. Der Landstrich wurde von seinen Ureinwohnern Matetacoke, Matitacoock oder Mattatuckokë genannt (deutsch: Platz ohne Bäume). Der indianische Name wird 1654 zum ersten Mal in einem Landtitel der beiden Farmingtoner Siedler John Standley und John Andrews urkundlich erwähnt. und bezieht sich wahrscheinlich auf die Weidegründe der Flussauen des Naugatuck.
Am 9. Oktober 1673 übergaben 26 Farmingtoner Siedler dem Parlament der Kolonie Connecticut (General Court) eine Petition und baten darin um Erlaubnis, bei Matitacoock eine Pflanzung anlegen zu dürfen. Dem gab der General Court am gleichen Tag statt. Der tatsächliche Beginn der europäischen Landnahme im heutigen Waterbury fällt in das Jahr 1674. Das Land wurde schrittweise von 1674 bis 1685 in drei Verträgen von den Tunxis und in einem Vertrag von den Paugussett für einstellige Pfund-Beträge an die Siedler übertragen.
In Verkürzung der indianischen Namensvarianten wurde der Name der Pflanzung am 18. Mai 1674 als Mattatuck eingetragen. Schon 1675 mussten die Siedler Mattatuck während König Philips Krieg wieder verlassen, kehrten aber 1677 wieder zurück. Im Zuge der Erteilung der Stadtrechte (town ship) als 28. Stadt der Connecticut-Kolonie am 15. Mai 1686 wurde der Name in Waterbury geändert. 1691 gestattete die Kolonialverwaltung der Stadt, eine eigenständige Kirchengemeinde zu gründen.

### Vom Unabhängigkeitskrieg bis zum Ende des Ersten Weltkriegs

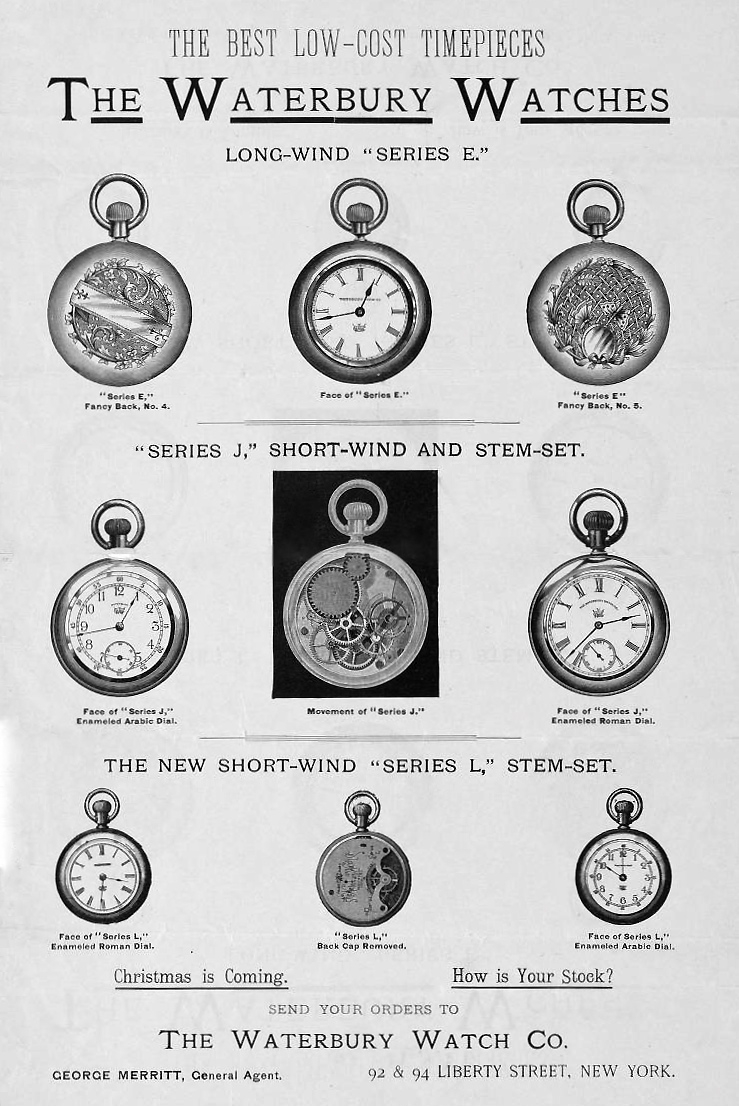
Werbung für Uhren aus Waterbury (vor 1890).

Während des Amerikanischen Unabhängigkeitskrieges bekannte sich die Mehrzahl der Einwohner zur Sache der jungen Republik. So sollen fast 700 Einwohner Waterburys in republikanischen Militäreinheiten gekämpft haben, während etwa 70 bis 80 Einwohner für die England-treue, loyalistische Seite kämpften. Ihr Besitz wurde zumeist konfisziert. Der Loyalist Moses Dunbar aus Waterbury wurde 1777 wegen angeblichen Hochverrats exemplarisch in Hartford gehängt.
Die Industrialisierung Waterburys begann im späten 18. und frühen 19. Jahrhundert. Zuvor existierten schon Getreide- und Sägemühlen, die die vorhandene Wasserkraft nutzten. Die älteste noch heute existierende Firma ist der Zink-verarbeitende Betrieb Platt Bros. & Co. (gegründet 1797). 1802 begann die Firma Abel Porter & Co. mit der für die USA neuen Messingherstellung. Die Firma ging später in der Gesellschaft Scovill auf. Auch die ebenfalls noch bestehenden Unternehmen Waterbury Buttons (Knopfherstellung) und Waterbury Companies (Mischkonzern), beide gegründet 1812, stammen aus dieser Zeit.
Dominierend waren jedoch ab Mitte des 19. Jahrhunderts heute verschwundene oder in anderen Unternehmen aufgegangene Messing-verarbeitende Betriebe und Uhrenhersteller, beispielsweise Chase Brass & Copper (1837 gegründet; heute in Ohio ansässig), American Brass Co., Benedict & Burnham, Waterbury Clock Co. (heute Teil von Timex) oder Waterbury Watch Co.. Waterbury und die Region am Mittellauf des Naugatuck galten in dieser Zeit als die Messing-Hauptstadt der Welt (Brass capital of the world) und als amerikanische Schweiz. Im 19. Jahrhundert wuchs die Bevölkerung der Stadt schnell von gut 3.000 Einwohnern im Jahr 1800 auf über 50.000 im Jahr 1900. Der damalige Wohlstand manifestiert sich noch heute im beeindruckenden architektonisches Erbe aus dem späten 19. Jahrhundert. 1894 erhielt die Stadt eine elektrische Straßenbahn, deren Linienführung später auch weit über das eigentliche Stadtgebiet hinausreichte (1937 aufgegeben).
Zu Beginn des Ersten Weltkrieges hatte Waterbury bereits knapp 80.000 Einwohner. Die Bedeutung der Industrieprodukte der Stadt für die Kriegsführung sorgte für einen Nachfrageschub. Nach Kriegseintritt der USA in den Ersten Weltkrieg im Jahr 1917 wurden etwa 6.100 Einwohner der Stadt zum Militärdienst eingezogen.

### Zwischenkriegszeit und Zweiter Weltkrieg

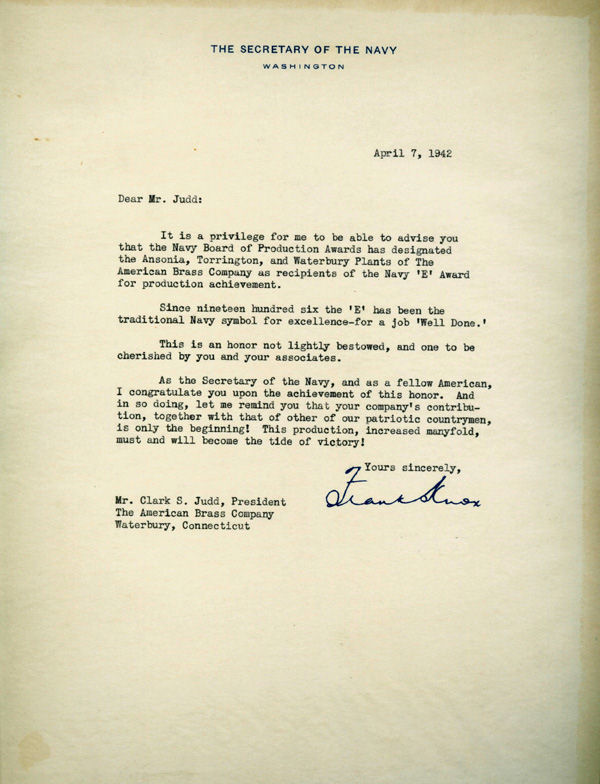
Dankschreiben der US-Marine an American Brass (1942).

Die erfolgreiche Entwicklung von Stadt und Wirtschaft setzte sich bis etwa 1930 fort. In den 1920er Jahren entstanden bedeutende städtische Einrichtungen wie das Palace Theatre oder der  Lewis Fulton Memorial Park. Die Weltwirtschaftskrise ab 1929 stellte jedoch eine erste wesentliche Zäsur für den langen wirtschaftlichen Abstieg Waterburys dar: Die hohe Arbeitslosigkeit führte zu einer bis heute anhaltenden Stagnation der Bevölkerungsentwicklung.
1938 wurde eine der landesweit ersten Beratungsstellen zur Geburtenkontrolle in einer öffentlichen Einrichtung, dem zum Waterbury Hospital gehörenden Chase Dispenary eröffnet. Der Historiker Garrow wies 1994 auf die Bedeutung dieses Ereignisses für die spätere juristische Grundsatzentscheidung im Fall Roe v. Wade hin.
1939/40 führten Recherchen der Tageszeitung Waterbury Republican zur Verurteilung des korrupten Bürgermeisters T. Frank Hayes (Demokratische Partei) und 22 weiterer Angeklagter zu langjährigen Freiheitsstrafen. Die Zeitung erhielt dafür 1940 den Pulitzer-Preis in der Kategorie Public Service.
Der Zweite Weltkrieg brachte eine Belebung der Wirtschaft in Waterbury im Rahmen der Umstellung auf die Kriegsproduktion. Die Bedeutung des Industriestandorts führte zu der Befürchtung, ein mögliches Ziel deutscher Luftangriffe zu werden. Eine neu errichtete Zeitzünder-Fabrik der Waterbury Clock Co. wurde in die Berge bei Middlebury hineingebaut, gegen Luftangriffe getarnt und baulich zur Flutung im Invasionsfall vorbereitet.
Während des Zweiten Weltkriegs dienten 12.000 Männer und 500 Frauen aus Waterbury in den US-Streitkräften. 282 von ihnen fielen im Krieg. Die Auswirkungen des Krieges auf die Stadt wurden in Ken Burns’ Dokumentarreihe »The War« (2006) beschrieben.

## Demographie

### Einwohnerentwicklung

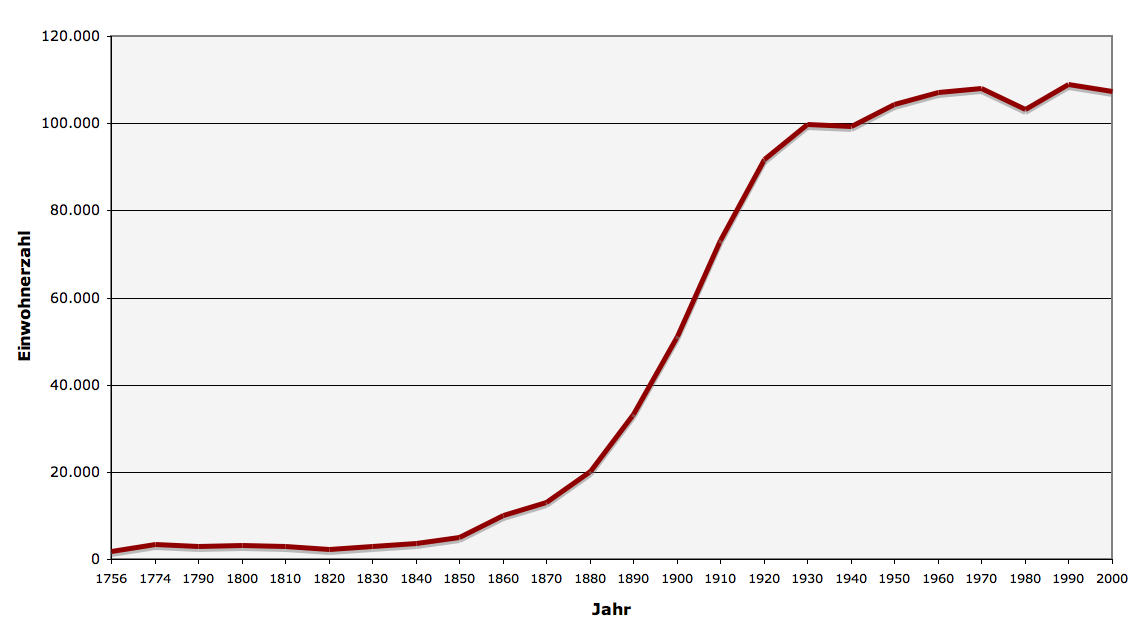
Entwicklung der Einwohnerzahl Waterburys von 1756 bis 2000.

In den ersten knapp 200 Jahren des Bestehens der Stadt stagnierte das Wachstum der Bevölkerung. Seit der zweiten Hälfte des 19. Jahrhunderts kam es im Zuge der Industrialisierung zu einem sprunghaften Anstieg der Einwohnerzahl. Diese Entwicklung brach mit der Weltwirtschaftskrise in den frühen 1930er Jahren ab. Seither erzielte die Stadt nur ein minimales Bevölkerungswachstum und verzeichnete in den 1970er Jahren vorübergehend einen Rückgang der Einwohnerzahl.

### Gegenwart
Nach den Erhebungen der American Community Survey über die Jahre 2005–2007 leben die 108.554 Einwohner von Waterbury in 41.939 Haushalten, davon sind 33,2 % Einpersonenhaushalte. In gut 35 % der Haushalte leben Kinder unter 18 Jahren. Die durchschnittliche Haushaltsgröße beträgt 2,54 Personen. Englisch ist mit einem Anteil von 73,3 % die dominierende Haushaltssprache gefolgt von Spanisch mit 16,5 %. 13,4 % der Bevölkerung wurden außerhalb der USA geboren. 27,1 % der Einwohner führen ihren Ursprung auf lateinamerikanische Wurzeln zurück, 20,7 % auf italienische und 12,2 % auf irische.
52,7 % der Bevölkerung sind weiblich und 47,3 % männlich. Das mediane Alter beträgt 34,2 Jahre. 23,9 % der Einwohner sind jünger als 18 Jahre und 13,3 % älter als 65 Jahre.
63,6 % der Einwohner über 16 Jahre rechnen sich zur erwerbstätigen Bevölkerung. Davon sind 10,0 % arbeitslos. Mit 24,8 % hat der Sektor Bildung, Gesundheitswesen und Sozialdienste den höchsten Anteil an der Beschäftigung. Das mediane Haushaltseinkommen beträgt USD 39.115 gegenüber USD 50.007 landesweit. 18,8 % der Bevölkerung leben unterhalb der Armutsgrenze (13,3 % USA gesamt), einschließlich 29,7 % der unter 18-Jährigen und 10,8 % der über 65-Jährigen. 30,2 % aller Haushalte erhielten soziale Transferleistungen. Nur 14,5 % der Bevölkerung hatten einen höheren Bildungsabschluss gegenüber 27,0 % landesweit.

## Politik und Gesellschaft

### Stadtrat
Der Stadtrat (Board of Aldermen) besteht aus 15 Beigeordneten (Aldermen) und wird alle zwei Jahre gewählt. Er regiert die Stadt zusammen mit dem Bürgermeister. Gegenwärtig gehören neun Beigeordnete der Demokratischen Partei und zwei der Republikanischen Partei an. Vier Beigeordnete sind unabhängig.

### Bürgermeister
Der gegenwärtige Bürgermeister Michael Jarjura (Demokratische Partei) ist seit 2002 im Amt. Er wurde 2001 zum ersten Mal gewählt und seither dreimal in seinem Amt bestätigt. Bei seiner zweiten Wiederwahl trat Jarjura als unabhängiger Kandidat an, da er bei den Vorwahlen seiner eigenen Partei nicht nominiert wurde.
Jarjura folgte dem Republikaner Sam Caligiuri, der als Amtswalter für den 2001 zurückgetretenen Philip Giordano fungierte. Giordano wurde im Rahmen von Korruptionsermittlungen Mitte 2001 aufgrund von Sexualstraftaten verhaftet und 2003 zu einer 37-jährigen Haftstrafe verurteilt. Giordano war bereits der vierte Bürgermeister von Waterbury, gegen den im Amt Anklage erhoben wurde:
- 1940 wurde Bürgermeister T. Frank Hayes zu einer mehrjährigen Haftstrafe wegen Diebstahls öffentlicher Gelder verurteilt.
- 1988 wurde Bürgermeister Edward Bergin wegen Bestechlichkeitsvorwürfen verhaftet, später jedoch aufgrund fehlender Beweise freigesprochen.
- 1992 wurde Bergins Nachfolger, Joseph Santopietro, zu einer neunjährigen Freiheitsstrafe wegen Korruption verurteilt.[9]

### Überregionale politische Repräsentation
Waterbury entsendet fünf Abgeordnete in das Repräsentantenhaus von Connecticut sowie zwei Senatoren in den Staatssenat. Momentan gehören drei Abgeordnete den Demokraten an, zwei den Republikanern. Demokraten und Republikaner stellen jeweils einer der beiden Senatoren.
Bei den Wahlen zum US-Repräsentantenhaus gehört Waterbury zu zwei Wahlbezirken. Seine Einwohner sind daher an der Wahl von zwei Abgeordneten beteiligt. Momentan werden Stadt und Umland durch Rosa DeLauro und Chris Murphy vertreten; beide sind Demokraten. Bei den letzten Wahlen zum US-Senat erhielt Joe Lieberman 52,2 % der Stimmen aus Waterbury.
Bei den Präsidentschaftswahlen 2008 lag die Wahlbeteiligung bei 58,5 % (63,0 % landesweit). Das demokratische Bewerberpaar Obama/Biden gewann 62,7 % der Stimmen und das republikanische Bewerberpaar McCain/Palin 35,7 %.

### Wirtschaftliche Lage der Kommune
Von 2001 bis 2007 stand der Haushalt der Stadt Waterbury unter Zwangsverwaltung des Staates Connecticut (Waterbury Financial Planning and Assistance Board). Zuvor waren Anleihen der Stadt im Dezember 2000 durch die Ratingagentur Fitch aufgrund eines hohen strukturellen Defizits als spekulativ eingestuft worden (Grad BB). Seit 2008 hat die Stadt wieder selbst Verantwortung für ihren Haushalt übernommen.

## Kultur und Sehenswürdigkeiten

### Theater
Die größte Bühne in Waterbury ist das Palace Theatre, ein Anfang 1922 eröffnetes Gastspieltheater ohne eigenes Ensemble. Es wurde 1987 geschlossen und erst Ende 2004 nach umfänglichen Renovierungen wieder eröffnet. Das Palace Theatre hat 2.565 Sitzplätze und ist das größte Haus für darstellende Kunst in Connecticut (siehe auch »Bauwerke«).
Das Seven Angels Theatre ist ein kleineres Haus für Schauspiel, Musicals und Kindertheater mit eigenem Ensemble.

### Museen
- Mattatuck Museum
- TIMEXpo Museum

### Bauwerke
Waterbury besitzt ein umfangreiches architektonisches Erbe aus seiner industriellen Blütezeit von der Mitte des 19. Jahrhunderts bis zum Zweiten Weltkrieg. Zahlreiche Architekten oder Architekturbüros von nationalem oder internationalem Rang haben für die Stadt, ihre Unternehmen oder ihre Einwohner gearbeitet, u. a. Cass Gilbert (1859–1934), der Architekt des New Yorker Woolworth Buildings, Henry Bacon (1866–1924), der durch das Lincoln Memorial bekannt wurde, der Theaterarchitekt Thomas Lamb (1871–1942) oder das New Yorker Architekturbüro McKim, Mead, and White. Zwanzig Bauwerke und fünf Gebäudekomplexe in Waterbury sind im National Register of Historic Places gelistet, darunter:

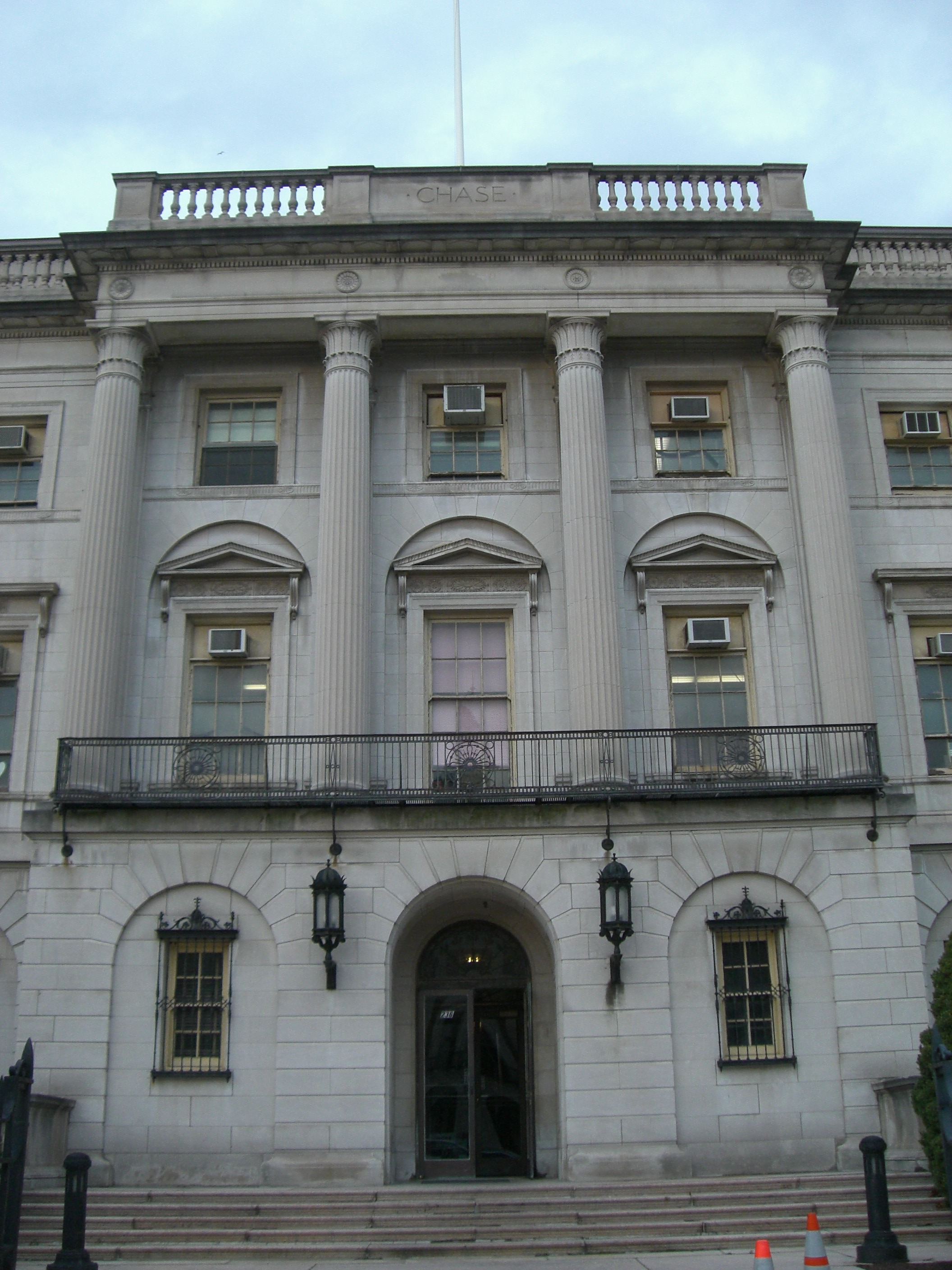
Chase Building (1917–1919).

- Der Cass Gilbert District oder Waterbury Municipal Center Complex ist ein Gebäudekomplex, der von 1914 bis 1922 durch den US-amerikanischen Architekten Cass Gilbert errichtet wurde. Neben dem dominierenden Rathaus, das 1914–1915 im Colonial-Revival-Stil entstand, gehören auch das Chase Building (1917–1919; ehemals Sitz der Chase Brass Company; heute von der Stadtverwaltung genutzt), das Lincoln House (1916–1917; heute Anwaltsbüros), das Chase Memorial Dispensary (1923–1924; heute Büros einer kommunalen Stiftung), und die Waterbury National Bank (1919–1922; heute eine Hypothekenbank) zu diesem Gebäudekomplex. Gilbert soll das Rathaus zu seinen besten Werken gerechnet haben.[11]
- Der campanileartige Uhrturm des Waterbury Republican American Building ist das Wahrzeichen Waterburys. Das Gebäude kann der Neorenaissance zugerechnet werden und wurde Anfang des 20. Jahrhunderts durch das New Yorker Architekturbüro McKim, Mead, and White als Bahnhof (Union Station) errichtet. Der Bahnhof wurde 1909 eröffnet und war ein wichtiger Umsteigehalt für Eisenbahnstrecken nach New York, New Haven und Hartford. Einige Innenräume sind mit Guastavino-Ziegeln ausgekleidet. Der 73 m hohe Uhrturm soll dem Entwurf der Architekten erst später auf Initiative eines Eisenbahn-Repräsentanten hinzugefügt sein. Vorbild soll der Torre del Mangia des Sienaer Rathauses gewesen sein. Heute ist das Gebäude Sitz der Zeitung Republican American. Ein Bahnsteig der Metro-North Railroad befindet sich südlich, außerhalb des Gebäudes.[12]
- Das Palace Theatre wurde Anfang 1922 als Poli Palace durch den Impresario Sylvester Poli eröffnet. Baubeginn war 1920. Der Architekt Thomas Lamb schuf ein eklektizitisches Gebäude, überwiegend im Stil der Neorenaissance aber auch mit griechischen, römischen, arabischen und originär US-amerikanischen Elementen. Die zentrale Webster Hall ist ein beeindruckender Theatersaal mit einer reich dekorierten Kuppel. Das Palace Theatre war in seinen Anfangsjahren Kino und Vaudeville-Theater. Es wurde 1987 geschlossen und Ende 2004 nach umfänglichen Renovierungen wieder eröffnet. Das Palace Theatre ist das größte Haus für darstellende Kunst in Connecticut.[13]
- Weiter Einträge im National Register existieren für:
  - die Gebäudekomplexe Downtown Waterbury Historic District und Bank Street Historic District sowie die Wohngebiete Hillside Historic District und Overlook Historic District
  - die Brücken Washington Avenue Bridge und Sheffield Street Bridge
  - die Büro- und Wohnhäuser George S. Abbott Building, Benedict Miller House, Enoch Hibbard House, George Grannis House, John Kendrick House und Stapleton Building
  - die Fabrikgebäude der Matthews and Willard Factory, der Waterbury Brass Mill und der Waterbury Clock Company
  - das Elton Hotel
  - die Parks und Friedhöfe Lewis Fulton Memorial Park, Hamilton Park und Riverside Cemetery
  - die Schulen Bishop School, Webster School, und Wilby High School
  - die Synagoge Beth El

Weitere bemerkenswerte Bauwerke in Waterbury sind:

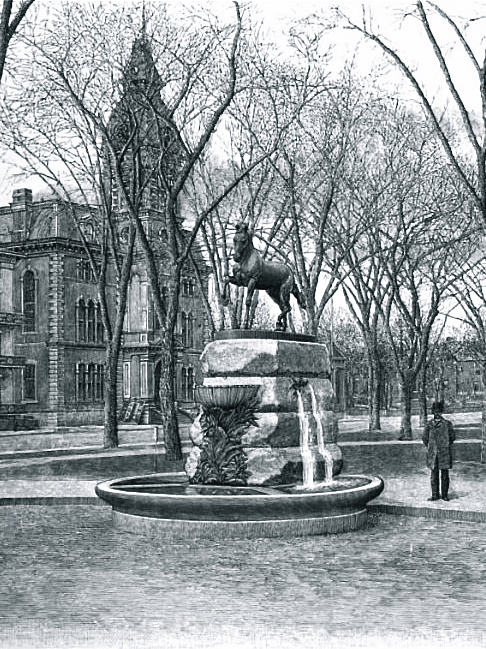
Der Carrie-Welton-Brunnen mit Waterburys altem Rathaus (vor 1897).

- Der Carrie-Welton-Brunnen (Carrie Welton Fountain oder Horse on the Green) wurde 1888 errichtet und war ursprünglich als Trinkbrunnen für Pferde gedacht. Auf dem Sockel steht eine Pferdeskulptur von Karl Gerhardt (1853–1940). Der Brunnen befindet sich im östlichen Bereich des Green, einem zentralen Platz von Waterbury. Brunnen und Skulptur wurden aufgrund eines Vermächtnisses der Tierschützerin Caroline Josephine Welton (1842–1884) errichtet und gehören zu den Wahrzeichen der Stadt. Die Pferdeskulptur stellt Weltons schwarzen Hengst Knight dar.
- Das Soldatendenkmal (Soldiers Monument) am westlichen Ende des Green wurde 1884 errichtet und erinnert an die Soldaten und Seeleute, die im Sezessionskrieg kämpften. Es wurde ausschließlich durch Spenden finanziert und nach Entwürfen von George Edwin Bissell (1839–1920) in Granit und Bronze ausgeführt. Die Bronzearbeiten stammen aus den Pariser Gießereien Gruet Jeune und Ferdinand Barbedienne. Das Monument greift neben der Ehrung der Soldaten auch das Thema der Emanzipation und Bildung der afroamerikanischen Bevölkerung auf. Es ist von einer gut drei Meter hohen allegorischen Viktoria-Figur gekrönt.[14]
- die Uhrsäule Clock on the Green, die Episkopalkirche St. John’s, die Kirche der unbefleckten Empfängnis (Church of Immaculate Conception), das Hauptpostamt (Waterbury Post Office), das Denkmal für Pater Michael McGivney (Statue of Father McGivney), das Verwaltungsgebäude der Firma Anaconda (Anaconda American Brass Building), das Denkmal für Benjamin Franklin (Benjamin Franklin Statue) und Drescher’s Restaurant

### Parks
- Library Park

## Wirtschaft und Infrastruktur

### Wirtschaftszweige
Neun der zehn größten Arbeitgeber in Waterbury sind dem Tertiärsektor (Dienstleistungen) zuzuordnen; den größten Anteil hat der öffentliche Dienst.
| Rank | Arbeitgeber                        | Sektor                | Zahl der Beschäftigten |
| ---- | ---------------------------------- | --------------------- | ---------------------- |
| 1    | Stadt Waterbury                    | Öffentlicher Dienst   | 3,811                  |
| 2    | Waterbury Hospital                 | Gesundheitsversorgung | 1,541                  |
| 3    | St. Mary’s Hospital                | Gesundheitsversorgung | 1,279                  |
| 4    | Staat Connecticut                  | Öffentlicher Dienst   | 1,225                  |
| 5    | AT&T                               | Telekommunikation     | 400                    |
| 6    | Naugatuck Valley Community College | Bildung               | 384                    |
| 7    | United States Postal Service       | Öffentlicher Dienst   | 270                    |
| 8    | Webster Bank (Hauptsitz)           | Finanzwirtschaft      | 256                    |
| 9    | Republican-American                | Medien                | 252                    |
| 10   | MacDermid (Hauptsitz)              | Chemische Industrie   | 217                    |

Der größte Steuerzahler ist das Einkaufszentrum GGP-Brass Mill. Unternehmen von überregionaler Bedeutung und Hauptsitz in Waterbury sind die Geschäftsbank Webster Bank (gegründet 1935) und das Spezialchemie-Unternehmen MacDermid (gegründet 1922). Von den großen Unternehmen, die die industrielle Vergangenheit der Stadt prägten, ist keines mehr hier ansässig: Scovill zog nach Georgia um und Timex ins benachbarte Middlebury.

### Verkehr
Waterbury ist einer der Endhaltepunkte der New Yorker Metro-North Railroad, die Gebiete nördlich von New York mit Manhattan verbindet. Hartford, Boston und New York können von Waterbury aus über die Autobahn Interstate 84 erreicht werden, die bei Waterbury die Staatsstraße Route 8 kreuzt.
Der Verkehrsflughafen Waterbury-Oxford (IATA-Code: OXC) liegt etwa 10 km südwestlich der Innenstadt von Waterbury und wird vor allem für privaten Geschäfts- und Charterflugverkehr genutzt. Er wird jedoch nicht im Linienverkehr bedient. Der nächste bedeutsame Flughafen mit Linienverkehr ist Hartford (IATA-Code: BDL). Darüber hinaus bietet der Flughafen New Haven (IATA-Code: HVN) einige wenige nationale Linienverbindungen.

### Medien
Waterbury hat eine Tageszeitung, den Republican-American. Die konservativ ausgerichtete Zeitung hat eine Auflage von etwa 60.000 und gehört zu den ältesten, heute noch erscheinenden Tageszeitungen in den USA. Sie ging in den frühen 1990er aus der Fusion des Waterbury Republican (gegründet 1881) und des Waterbury American (gegründet 1844) hervor (siehe auch »Bauwerke«).
Daneben bestehen noch einige lokale Radiosender, beispielsweise WATR 1320 AM (gegründet 1934).

### Öffentliche Einrichtungen

#### Krankenhäuser
Waterbury verfügt über zwei größere Krankenhäuser: Waterbury Hospital (gegründet 1890) und St. Mary’s Hospital (gegründet 1907). Beide Häuser sind akademische Lehrkrankenhäuser der Yale University. Das Hauptgebäude des Waterbury Hospital wurde von dem namhaften Architekten Henry Bacon (1866–1924) errichtet.

### Bildung

#### Höhere Bildungseinrichtungen
In Waterbury befindet sich die Post University, die sich ab 1990 durch Anlehnung an die Tokioter Teikyō-Universität von einem College zu einer spezialisierten Universität entwickelte. Außerdem unterhält die University of Connecticut einen Campus in Waterbury.

#### Schulen
Die überwiegende Zahl der Schulen ist im Schulbezirk Waterbury Public Schools zusammengefasst. Im Schuljahr 2006/07 besuchten 18.218 Schüler die Schulen des Schulbezirks. Etwa 65 % der Schüler stammen aus Familien mit niedrigem Einkommen. Der Schulbezirk gehört zu den sogenannten minority-majority districts, da die Mehrzahl der Schüler Bevölkerungsgruppen entstammt, die landesweit als ethnische oder religiöse Minderheiten eingestuft werden. Waterbury Public Schools war der erste Schulbezirk in Connecticut, der eine obligatorische Kleiderordnung für seine Schüler einführte und diese gerichtlich durchsetzt.
Weiterhin bestehen noch private Schulen, z. B. Chase Collegiate, die Holy Cross High School, die Sacred Heart High School oder die Yeshiva Gedolah School.

## Persönlichkeiten

### Söhne und Töchter der Stadt
- Mark Richards (1760–1844), Politiker
- Julius Hotchkiss (1810–1878), Politiker
- Joe Connor (1874–1957), Baseballspieler
- J. Farrell MacDonald (1875–1952), Schauspieler und Regisseur
- Joseph Edward McCarthy (1876–1955), römisch-katholischer Geistlicher, Bischof von Portland
- John Gregory Murray (1877–1956), römisch-katholischer Geistlicher, Erzbischof von Saint Paul
- Matthew Francis Brady (1893–1959), römisch-katholischer Geistlicher, Bischof von Manchester
- Edward W. Goss (1893–1972), Politiker
- Walter Leo Weible (1896–1980), Generalleutnant
- John Sirica (1904–1992), Bundesrichter
- J. Joseph Smith (1904–1980), Politiker
- Rosalind Russell (1907–1976), Schauspielerin
- John S. Monagan (1911–2005), Politiker
- Phil Bodner (1917–2008), Musiker
- Fritz Barzilauskas (1920–1990), Footballspieler
- Stan Freeman (1920–2001), Jazz-Pianist und Arrangeur
- Harry Daghlian (1921–1945), Physiker und erstes Opfer eines Nuklearunfalls
- Ralph Spinella (1923–2021), Fechter und Olympiateilnehmer
- Herbert E. Alexander (1927–2008), Politikwissenschaftler und Hochschullehrer
- Bob Crane (1928–1978), Schauspieler
- Ralph Ferraro (1929–2012), Filmkomponist und Arrangeur
- Joe Diorio (1936–2022), Jazz-Gitarrist und Musikpädagoge
- Ted Casher (1937–2023), Jazzmusiker und Hochschullehrer
- Robert Gallo (* 1937), Mikrobiologe und Mitentdecker des HI-Virus
- Porter Goss (* 1938), Politiker und Direktor der CIA von 2004 bis 2006
- Will Knickerbocker (1939–1994), Schauspieler
- William J. Hoye (1940–2022), Philosoph und Theologe
- Mario Pavone (1940–2021), Jazzbassist
- Thom Mayne (* 1944), Architekt, Pritzker-Preis für Baukunst
- Sam Pillsbury (* 1946), Filmregisseur, Drehbuchautor und Filmproduzent
- Greg Stafford (1948–2018), Spieleautor, Herausgeber und Neo-Schamane
- Annie Leibovitz (* 1949), Fotografin
- Carl Barzilauskas (1951–2023), Footballspieler
- Gary Franks (* 1953), Politiker
- Sheryl Lee Ralph (* 1956), Schauspielerin und Sängerin
- Harold Marcuse (* 1957), Historiker
- John G. Rowland (* 1957), Politiker
- Christopher Lloyd (* 1960), Drehbuchautor und Produzent von Comedy-Serien
- Rick Mastracchio (* 1960), NASA-Astronaut
- Dylan McDermott (* 1961), Schauspieler
- Elizabeth Gilbert (* 1969), Schriftstellerin
- Rob Paternostro (* 1977), italienisch-US-amerikanischer Basketballspieler und -trainer
- Mercedes Martinez (* 1980), Wrestlerin
- Ryan Gomes (* 1982), Basketballspieler
- Nicole Zuraitis (* 1985), Jazzmusikerin
- Tim Abromaitis (* 1989), Basketballspieler
- Jonathan Michel (* ≈1990), Jazzmusiker
- Allie DiMeco (* 1992), Schauspielerin
- Gemma Acheampong (* 1993), ghanaische Sprinterin

### Persönlichkeiten, die vor Ort gewirkt haben
- Malcolm Baldrige (1922–1987), Vorstandsvorsitzender von Scovill Inc. und später Wirtschaftsminister der USA von 1981 bis 1987
- Feodor Fedorenko (1907–1987), NS-Kriegsverbrecher, 1984 an die Sowjetunion ausgeliefert